# Europameisterschaften im Modernen Fünfkampf 2005
Die Europameisterschaften im Modernen Fünfkampf 2005 wurden in Montepulciano, Italien, ausgetragen.

## Herren

### Einzel
| Platz | Land     | Sportler           |
| ----- | -------- | ------------------ |
| 1     | Litauen  | Edvinas Krungolcas |
| 2     | Lettland | Deniss Čerkovskis  |
| 3     | Russland | Rustem Sabirchusin |

### Mannschaft
| Platz | Land     | Sportler                                          |
| ----- | -------- | ------------------------------------------------- |
| 1     | Ungarn   | Sándor Fülep Gábor Balogh Ákos Kállai             |
| 2     | Russland | Andrei Moissejew Rustem Sabirchusin Alexei Turkin |
| 3     | Belarus  | Jahor Lapo Dsmitryj Meljach Michail Prokopenko    |

### Staffel
| Platz | Land     | Sportler                                           |
| ----- | -------- | -------------------------------------------------- |
| 1     | Ungarn   | Sándor Fülep Gábor Balogh Ákos Kállai              |
| 2     | Russland | Alexei Welikodny Rustem Sabirchusin Nikolai Jaskow |
| 3     | Polen    | Marcin Horbacz Tomasz Chmielewski Andrzej Stefanek |

## Damen

### Einzel
| Platz | Land        | Sportlerin            |
| ----- | ----------- | --------------------- |
| 1     | Russland    | Alexandra Sadownikowa |
| 2     | Deutschland | Kim Raisner           |
| 3     | Polen       | Edyta Małoszyc        |

### Mannschaft
| Platz | Land     | Sportlerinnen                                                      |
| ----- | -------- | ------------------------------------------------------------------ |
| 1     | Russland | Tatjana Muratowa Jewdokija Gretschischnikowa Alexandra Sadownikowa |
| 2     | Polen    | Paulina Boenisz Edyta Małoszyc Sylwia Czwojdzińska                 |
| 3     | Ungarn   | Zsuzsanna Vörös Csilla Füri Vivien Máthé                           |

### Staffel
| Platz | Land     | Sportlerinnen                                         |
| ----- | -------- | ----------------------------------------------------- |
| 1     | Russland | Ljudmila Sirotkina Olesja Welitschko Tatjana Muratowa |
| 2     | Ungarn   | Zsuzsanna Vörös Csilla Füri Vivien Máthé              |
| 3     | Italien  | Sara Bertoli Claudia Corsini Alessia Pieretti         |

## Medaillenspiegel
| Platz | Land        | Goldmedaille | Silbermedaille | Bronzemedaille |
| 1     | Russland    | 3            | 2              | 1              |
| 2     | Ungarn      | 2            | 1              | 1              |
| 3     | Litauen     | 1            | –              | –              |
| 4     | Polen       | –            | 1              | 2              |
| 5     | Deutschland | –            | 1              | –              |
| 5     | Lettland    | –            | 1              | –              |
| 7     | Italien     | –            | –              | 1              |
| 7     | Belarus     | –            | –              | 1              |